# Gazeta Narodowa
Gazeta Narodowa – dziennik wydawany we Lwowie w 1848 oraz w latach 1862–1915.

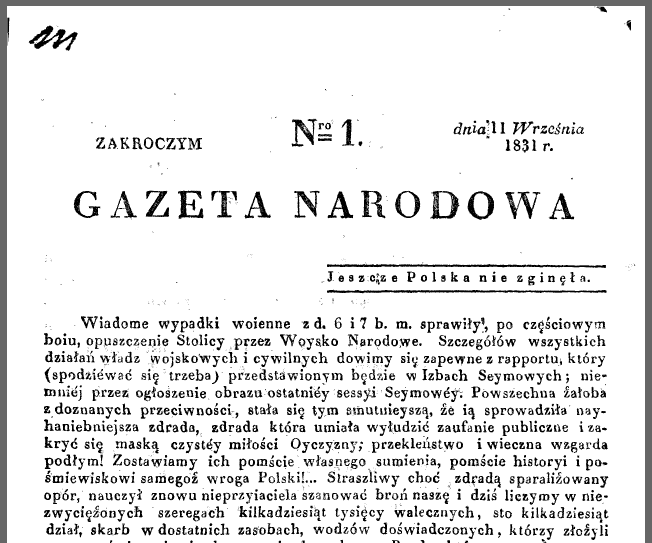
Gazeta Narodowa z 1831

## Historia
Powstała 13 kwietnia 1848 roku, na fali wydarzeń zwanych Wiosną Ludów, Rada Narodowa we Lwowie, powołała do życia Pismo, organ wszystkie narodowe żywioły reprezentujący, będący urzędowym dziennikiem opinii publicznej. 19 kwietnia 1848 z drukarni Michała Franciszka Poremby wyszedł pierwszy numer czasopisma „Rada Narodowa”, które miało być z założenia dziennikiem. Ogółem wydano do 31 października 155 numerów pisma, które 1 czerwca, zachowując skład redakcji i szatę graficzną, zmieniło tytuł na „Gazeta Narodowa”. Od 1 lipca „Gazetę Narodową” drukowano w zakładzie Piotra Pillera.
Pierwszy numer po przerwie wyszedł 15 marca 1862. Od tego roku czasopismo wydawali Hipolit Stupnicki i Leszek Wiszniewski. Dziennik szybko rozwijał się, po kilku miesiącach był drukowany sześć razy w tygodniu, zaś powrót do tytułu doświadczonego dziennikarza Jana Dobrzańskiego podniósł poziom wydawnictwa wynosząc „Narodówkę” na stanowisko najpopularniejszego przez wiele lat dziennika lwowskiego. Przed wybuchem powstania styczniowego nakład osiągnął 3500 egz. W latach późniejszych ustabilizował się na ok. 2500 egzemplarzy. Gazetę cechowało bogactwo doniesień miejscowych i z ziem znajdujących się pod innymi zaborami. Redakcja dysponowała rozległym serwisem zagranicznym, korespondentami w Wiedniu, Paryżu, Londynie i Rzymie, dobrą kroniką lokalną.
Głównym redaktorem był Jan Dobrzański (od 1865 do 1885 wydawca pisma), który kształtował jej linie polityczną zgodnie ze swoimi poglądami. Zgodnie z nimi gazeta miała charakter liberalny i demokratyczny, a w swej linii nie występowała przeciw Austrii. Propagował ugodę z Rusinami, zniesienie pańszczyzny za odszkodowaniem, odbudowę Polski od Dniestru po Odrę i Bałtyku po Morze Czarne. Sympatie polityczne redakcji gazety ewoluowały. W czasie powstania styczniowego były bliskie „czerwonym”. Autorzy ostro krytykowali posługę abp. Zygmunta Szczęsnego Felińskiego, nazywając go wyrodnym Polakiem, by w kilkadziesiąt lat później widzieć w nim kapłana, który w historii polskiego narodu i katolickiego kościoła zajmie jedno z najzaszczytniejszych miejsc. Po śmierci Dobrzańskiego (1886) gazeta stała się organem obozu konserwatywnego Podolaków. Już w XX w. (1911) gazeta została zakupiona przez spółkę reprezentującą koła ziemiańskie, przechodząc na pozycje konserwatywne. W czasie pierwszej wojny światowej była w swoich sympatiach bliska prorosyjskim poglądom Narodowej Demokracji, które demonstrowała szczególnie podczas rosyjskiej okupacji Lwowa (od 3 września 1914 do 22 czerwca 1915), co miało wpływ na zamknięcie gazety po ponownym wkroczeniu wojsk austriackich do miasta w 1915.
Drukowali w niej wszyscy czołowi dziennikarze lwowscy. Od 1862 z pismem związany był Platon Kostecki, który na początku listopada 1907 obchodził jubileusz 45-lecia pracy dziennikarskiej w tym piśmie. W latach 1865–1868 współpracownikiem gazety był Władysław Gubrynowicz. Przez pięć lat do maja 1901 wydawcą pisma był Liberat Zajączkowski. Redaktorem pisma był Karol Groman, w 1897 Aleksander Vogel. Na szczególną uwagę zasługują popularne Kroniki lwowskie autorstwa Jana Lama czy felietony pisane przez Wojciecha Dzieduszyckiego pt. Listy ze wsi. Z dziennikiem współpracowali między innymi: Leszek Borkowski, Józef Dzierzkowski, Jan Kanty Podolecki, Karol Szajnocha.
„Gazeta Narodowa” drukowana była najczęściej na 4-6 stronach w układzie trzyszpaltowym. Numer otwierał przegląd zawartości, następnie publikowano: art. redakcyjne, dział sprawy polskie, informacje zagraniczne, obszerne relacje z posiedzeń lwowskiej Rady Narodowej Centralnej i Parlamentu w Wiedniu, felietony, listy od czytelników, wiadomości miejscowe. Gazeta była przystępna i popularna o silnym zabarwieniu lokalnym, wiodła prym w prasie galicyjskiej 1848 roku
Cytat: Ludzie co przedtem nic drukowanego w życiu nie czytali, co z zawodu, zatrudnień, położenia społecznego nigdy się sprawą publiczną, ani polityką nie zajmowali, łapczywie chwytali „Gazetę Narodową” i teraz obejść się bez niej nie mogli. Skutkiem tej wziętości „Gazeta” stała się potęgą, wobec której ani żadne pismo jej przeciwne ostać się prawie nie mogło. Bombardowanie Lwowa z 2 listopada 1848 i stan oblężenia położyły kres rozwojowi popularnej gazety, która została wznowiona dopiero po 14 latach, w 1862, stając się przez dziesięciolecia istotnym elementem w życiu politycznym i kulturalnym miasta oraz regionu.